# 学士（獣医学）
学士（獣医学）（がくし じゅういがく）は、日本の大学の学位の一つ。農学部や共同獣医学部、農獣医学部などで獣医学（解剖学、病理学、薬物学、生理学、薬理学、家畜衛生学など）に関する専攻分野を学ぶことによって、授与される。また、獣医師国家試験の受験資格でもある。